# Buriti do Tocantins
Buriti do Tocantins är en kommun i Brasilien.   Den ligger i delstaten Tocantins, i den centrala delen av landet, 1 200 km norr om huvudstaden Brasília. Antalet invånare är 9 770.
Omgivningarna runt Buriti do Tocantins är huvudsakligen savann. Runt Buriti do Tocantins är det ganska glesbefolkat, med 27 invånare per kvadratkilometer.